# Rivière Enjalran
Pour les articles homonymes, voir Enjalran.
La rivière Enjalran est un affluent de la rivière Turgeon, coulant dans le canton d'Enjalran, dans la municipalité de Eeyou Istchee Baie-James (municipalité), dans la région administrative du Nord-du-Québec, au Québec, au Canada.
La foresterie constitue la principale activité économique du secteur ; les activités récréotouristiques, en second.
La surface de la rivière est habituellement gelée de la fin novembre à la fin avril, toutefois la circulation sécuritaire sur la glace se fait généralement du début de décembre à la mi-avril.

## Géographie
Les bassins versants voisins de la rivière Enjalran sont :
- côté nord : rivière Turgeon, ruisseau Quésagami ;
- côté est : ruisseau Santoire, rivière Théo ;
- côté sud : lac Enjalran, rivière Turgeon, ruisseau Makwo ;
- côté ouest : rivière Turgeon, ruisseau Kaokonimawaga.

La rivière Enjalran prend sa source à l'embouchure du lac Enjalran (longueur : 3 km ; altitude : 253 m) dans le canton d'Enjalran situé à :
- km à l'ouest des Collines Enjalran (altitude du sommet : 319 m) ;
- 10,8 km à l'est de la frontière Ontario-Québec ;
- 7,4 km au sud de l'embouchure de la rivière Enjalran ;
- km au nord-est du centre-ville de La Sarre.

À partir de sa source, la « rivière Enjalran » coule sur 10,6 km entièrement en zone forestière selon ces segments :
- 6,4 km vers le nord, jusqu'à la décharge du Lac Chicoyne (venant de l'est) ;
- 1,5 km vers le nord, jusqu'à la décharge du Lac Henri (venant du nord-est) ;
- 2,7 km vers le nord, jusqu'à son embouchure[1].

L'embouchure de la « rivière Enjalran » qui se déverse sur la rive est de la rivière Turgeon est située en zone forestière à :
- 12,4 km en amont de l'embouchure de la rivière du Détour ;
- 8,3 km à l'est de la frontière Ontario-Québec ;
- km au sud-est de l'embouchure de la rivière Turgeon ;
- km au nord du centre-ville de La Sarre.

## Toponymie
Le terme « Enjalran » se réfère à un patronyme famille d'origine française. Le terme « Enjalran » est utilisé dans les toponymes suivants situé dans le même secteur : canton d'Enjalran, Collines Enjalran, rivière Enjalran et lac Enjalran.
Le toponyme « rivière Enjalran » a été officialisé le 5 décembre 1968 à la Commission de toponymie du Québec, soit à la création de cette commission.